# Porokolczak mleczny

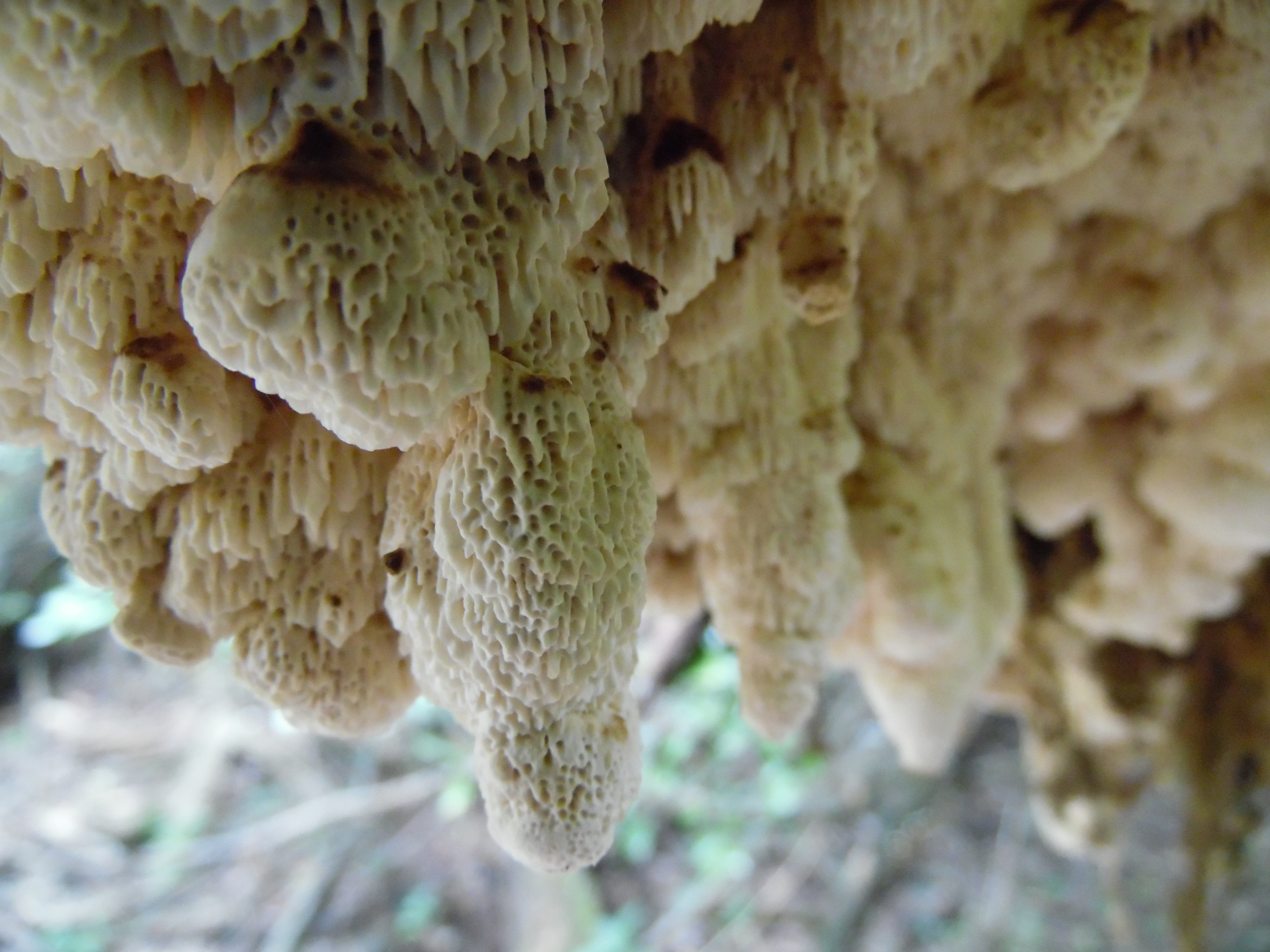

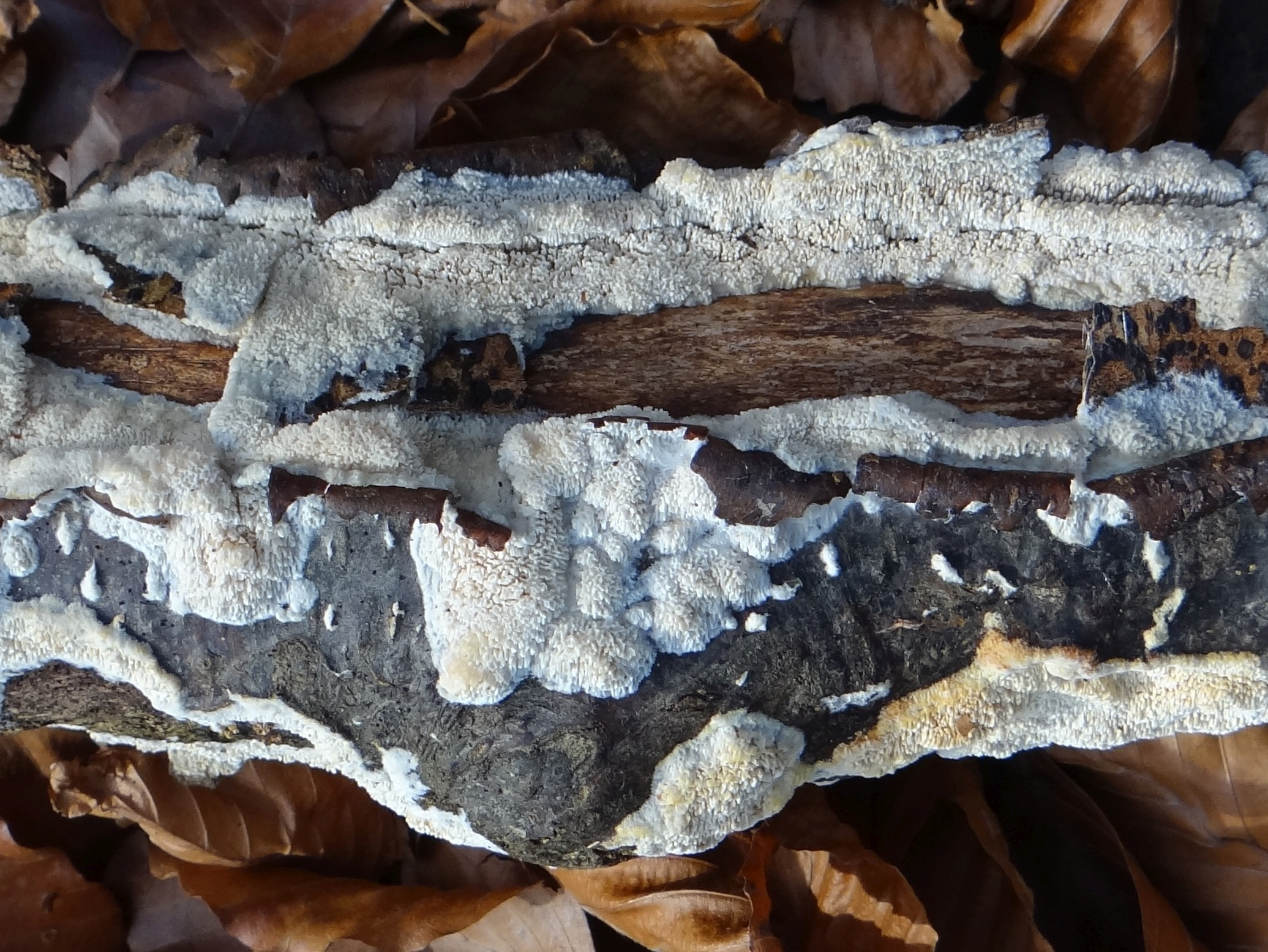

Porokolczak mleczny (Irpex lacteus (Fr.) Fr.) – gatunek grzybów z rzędu żagwiowców (Poluyporales).

## Systematyka i nazewnictwo
Pozycja w klasyfikacji według Index Fungorum: Irpex, Irpicaceae, Polyporales, Incertae sedis, Agaricomycetes, Agaricomycotina, Basidiomycota, Fungi.
Gatunek ten opisał w 1818 roku Elias Fries, nadając mu nazwę Sistostrema lacteum. Ten sam autor w 1828 r. przeniósł go do rodzaju Irpex
Ma 40 synonimów. Niektóre z nich:
- Hirschioporus lacteus (Fr.) Teng 1963
- Steccherinum lacteum (Fr.) Krieglst. 1999
- Trametes lactea (Fr.) Pilát 1940

Nazwy polskie: palczak siwy (Franciszek Błoński 1889), palczak mleczny (Stanisław Domański 1965), porokolczak mleczny (Władysław Wojewoda 2003).

## Morfologia
Owocnik
Roczny, zwykle początkowo rozpostarty, potem rozpostarto-odgięty, czasami siedzący, tworzący niewielkie bocznie przyrośnięte kapelusiki o wymiarach do 1 × 7 × 0,5 cm. Górna powierzchnia biała do kremowej lub blado płowa, gęsto owłosiona, bezstrefowa lub słabo strefowana, gładka lub płytko bruzdowana. Brzeg tej samej barwy, kosmaty lub wełnisty. Hymenofor kolczasty, ale tylko w początkowym stadium, kolce bowiem w trakcie rozwoju szybko przekształcają się w zęby. Powierzchnia porów biała do kremowej, pory kanciaste, w liczbie 2–3 na mm. Przy brzegu owocnik tworzy cienkie, wełniste warstwy. Kontekst biały do jasnobrązowego, miękki, włóknisty, niestrefowany, o grubości do 2 mm. Warstwa rurek o grubości do 3 mm, tej samej barwy co kontekst i ściśle z nim zrośnięta.
Cechy mikroskopowe
System strzępkowy dimityczny. Strzępki generatywne w kontekście cienkościenne do grubościennych, z częstymi rozgałęzieniami i prostymi septami, o średnicy 2–4 µm. Strzępki szkieletowe w kontekście szkliste, grubościenne, niekiedy z prostymi septami, z rzadkimi rozgałęzieniami, o średnicy 2,5–6 µm. Strzępki tramy podobne. Cystydy rzucające się w oczy, obfite, grubościenne, na wierzchołkach silnie inkrustowane, 50–110 × 5–10 µm. wystający do 40 µm ponad hymenium. Wyrastają w subhymenium ze szkieletowych strzępek tramy. Na strzępkach brak sprzążek. Podstawki maczugowate, 4-sterygmowe, rozwijająca się w misternie rozgałęzionych kandelabrach, 20–30 × 4–6 µm z prostymi septami u podstawy. Bazydiospory podłużne do cylindrycznych, proste do lekko zakrzywionych, szkliste, gładkie, nieamyloidalne, 5–7 × 2–3 µm.

## Występowanie i siedlisko
Stwierdzono jego występowanie na wszystkich kontynentach poza Afryką. W Europie jest rozprzestrzeniony na całym obszarze. W. Wojewoda w 2003 r. przytoczył liczne jego stanowiska w Polsce. Liczne i bardziej aktualne stanowiska podaje także internetowy atlas grzybów. Znajduje się jednak na Czerwonej liście roślin i grzybów Polski. Ma status R – gatunek potencjalnie zagrożony z powodu ograniczonego zasięgu geograficznego i małych obszarów siedliskowych.
Nadrzewny grzyb saprotroficzny. Występuje w lasach na martwym drewnie drzew liściastych. W Polsce opisano jego występowanie na wielu gatunkach tych drzew od maja do listopada. Notowany na takich drzewach i krzewach jak: klon, olcha, brzoza, dereń, leszczyna, buk, jesion, orzech, topola, śliwa, róża, jarząb, lipa. Rzadko spotykany na drewnie drzew iglastych (podano występowanie na jałowcu pospolitym). Rozwija się na leżących na ziemi martwych gałęziach i pniach, także na gałęziach lub na pniach martwych stojących drzew. Powoduje białą zgniliznę drewna.

## Gatunki podobne
Od wielu gatunków rozpostartych grzybów zasiedlających korę drzew najłatwiej porokolczaka mlecznego odróżnić po białej barwie. Wątpliwości rozstrzygnąć można badaniem mikroskopowym.